# Элнйок
Э́лнйок (Киевейка, Коевейка, Элн-йок) — река в Ловозерском районе Мурманской области России. Устье реки находится в 361 км по правому берегу реки Поной. Длина реки составляет 58 км, площадь водосборного бассейна 541 км².
В 33 км от устья, по правому берегу реки впадает река Сунгйок (Аньйок).
В нижнем течении справа впадает протока из Чурозера.

## Данные водного реестра
По данным государственного водного реестра России относится к Баренцево-Беломорскому бассейновому округу, водохозяйственный участок реки — река Поной. Речной бассейн реки — бассейны рек Кольского полуострова и Карелии, впадает в Белое море.
Код объекта в государственном водном реестре — 02020000112101000005698.